# Andrew Feustel
Andrew J. « Drew » Feustel est un astronaute américain né le 25 août 1965, vétéran de trois missions spatiales.

## Biographie
Diplômé en Science de la Terre à l'université Purdue en 1989, Feustel obtient 2 ans plus tard une maîtrise en géophysique à cette université. Il obtient son doctorat en sismologie à l'université Queen's au Canada. Il est ensuite embauché par ExxonMobil au Texas, à Houston. Andrew Feustel pratique le ski et la guitare.
Il est sélectionné astronaute en 2000 dans le groupe 18 de la NASA. Il participe à la simulation sous-marine NEEMO-10 dans le laboratoire Aquarius.

## Vols réalisés
Feustel participe à deux mission de navettes et un vol de longue durée sur l'ISS en 2009, 2011 et 2018.
- Atlantis STS-125, lancée le 11 mai 2009 : 5e et dernière mission de maintenance du télescope spatial Hubble. Feustel réalise trois sorties extravéhiculaires (EVA) en compagnie de John Grunsfeld afin de poser de nouveaux équipements et de remplacer les instruments du télescope[1].
- STS-134, lancée le 16 mai 2011, qui a pour but de transporter l'ExPRESS Logistics Carrier 3 et le spectromètre magnétique Alpha (AMS-02), une expérience de physique fondamentale qui peut permettre de détecter la matière noire de l'Univers, et qui doit être installée sur l'ISS. Il s'agit de la dernière mission de la navette spatiale Endeavour. Feustel sort encore trois fois dans le vide avec Gregory Chamitoff et Michael Fincke.
- Soyouz MS-08 lancée le 21 mars 2018, pour participer aux expéditions 55 et 56 de l'ISS[2]. Il commande cette deuxième[3]. Au cours de cette mission, Feustel accomplit trois EVA avec Ricky Arnold pour entretenir le Dextre, changer des équipements divers et poser de nouvelles caméras extérieures[4]. Il devient ainsi le troisième humain à avoir passé le plus de temps en sortie extravéhiculaire avec 61 h 48 min en 9 sorties[5].

## Honneur
L'astéroïde (191282) Feustel porte son nom.

## Galerie

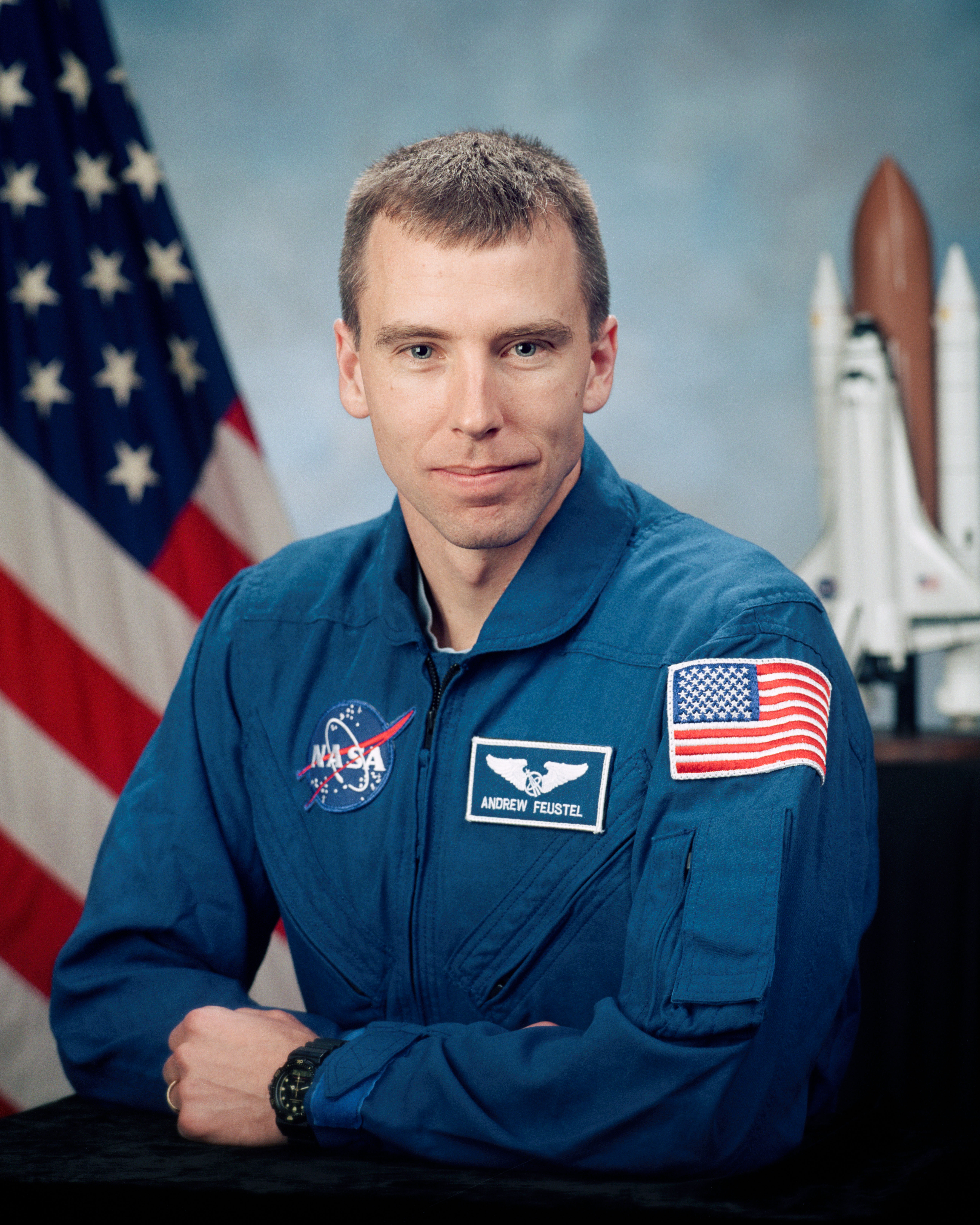
Photo officielle de la NASA en 2001.
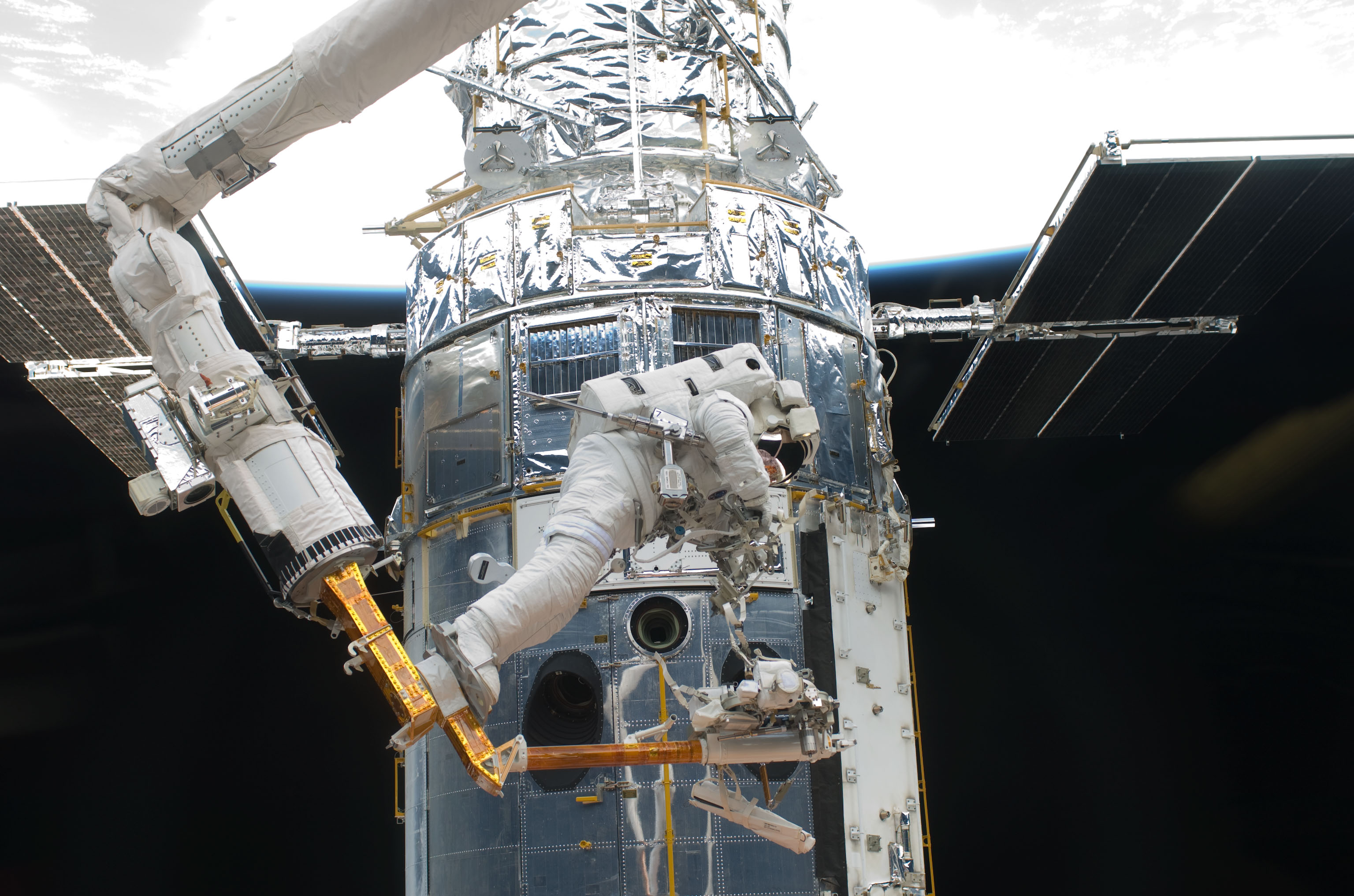
Au travail sur le télescope spatial Hubble.
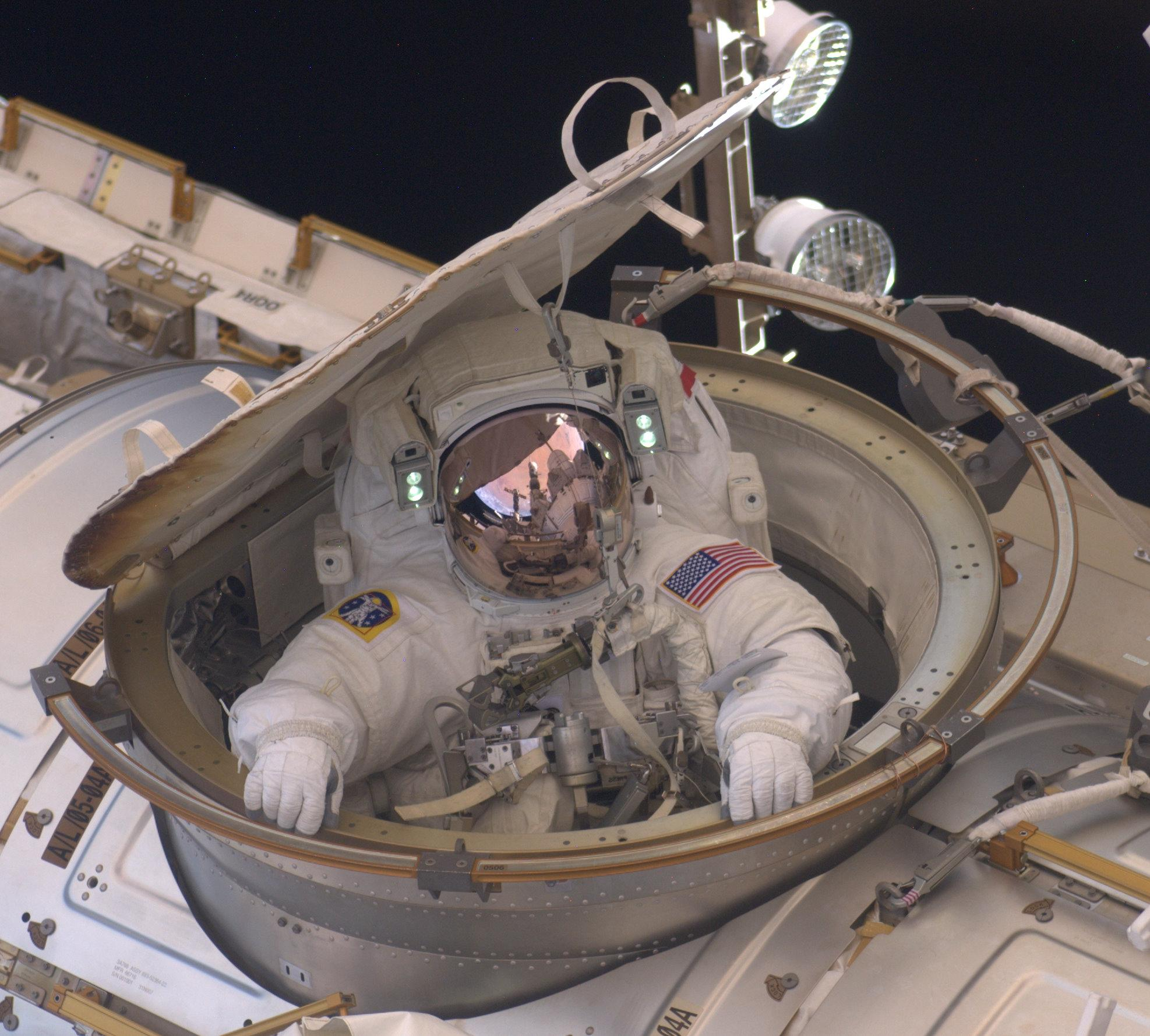
Feustel sort du sas Quest de l'ISS lors de la seconde EVA de sa deuxième mission
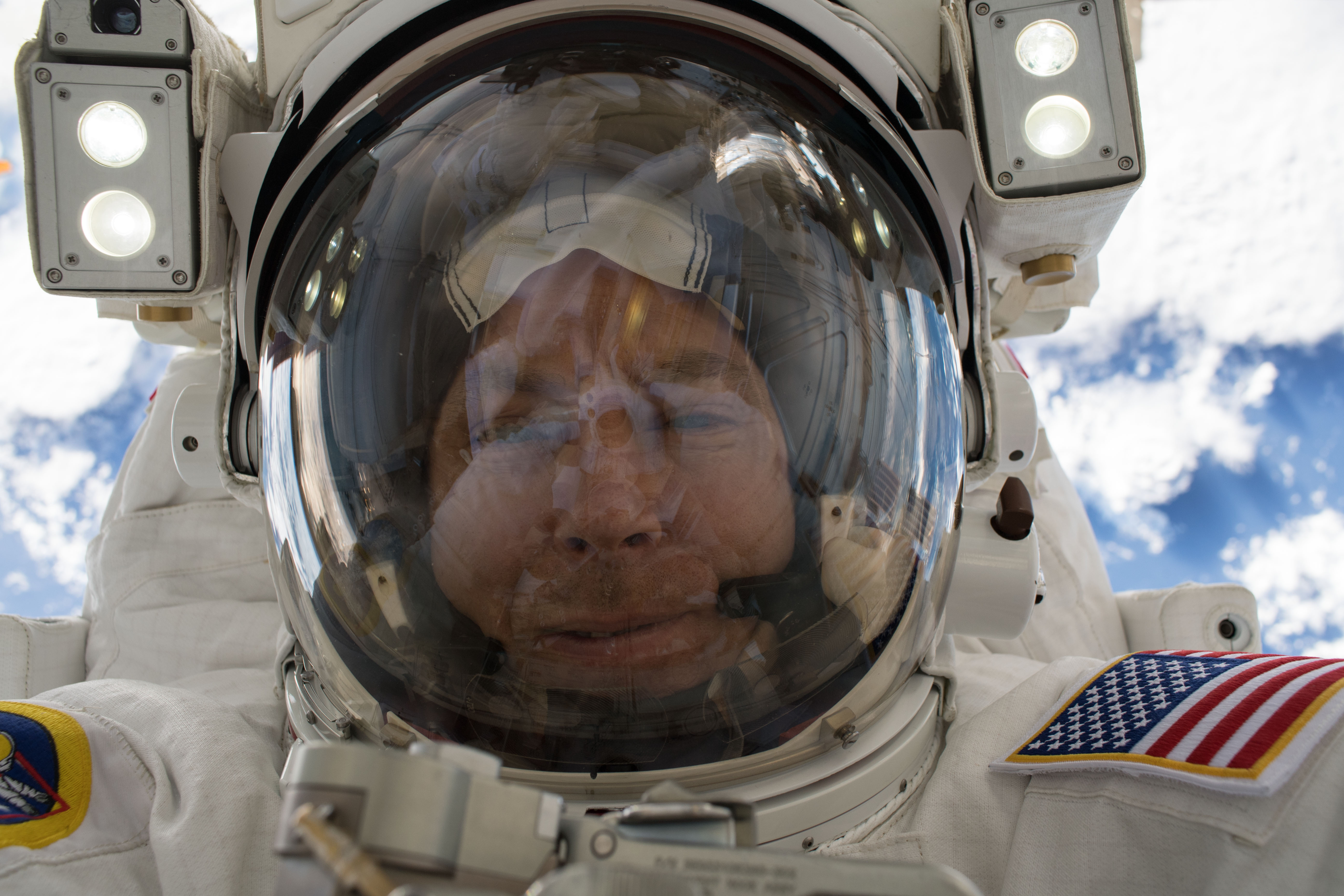
Lors de la seconde EVA de l'expédition 55, Feustel a pris ce selfie. Les astronautes ont entretenu le système de régulation thermique de la Station spatiale.
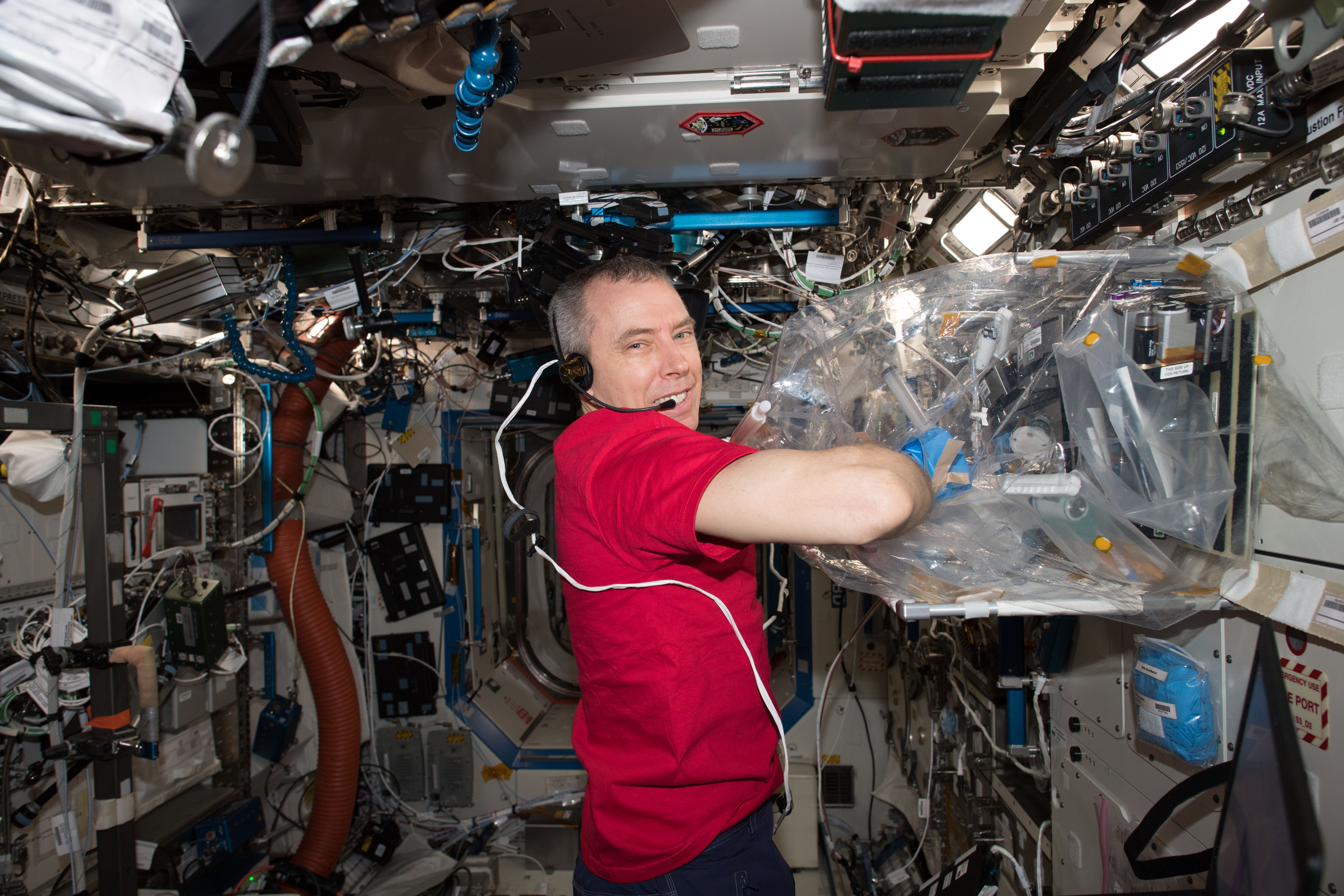
Feustel effectue ici une expérience dans le module Destiny de l'ISS lors de sa troisième mission.